# Yabeina
Yabeina, en ocasiones erróneamente denominado Jabeina, es un género de foraminífero bentónico de la subfamilia Neoschwagerininae, de la familia Neoschwagerinidae, de la superfamilia Fusulinoidea, del suborden Fusulinina y del orden Fusulinida. Su especie tipo es Neoschwagerina (Yabeina) inouyei. Su rango cronoestratigráfico abarca desde el Murgabiense superior hasta el Ochoense (Pérmico superior).

## Discusión
Clasificaciones más recientes incluyen Yabeina en la superfamilia Neoschwagerinoidea, y en la subclase Fusulinana de la clase Fusulinata.

## Clasificación
Se han descrito numerosas especies de Yabeina. Entre las especies más interesantes o más conocidas destacan:
- Yabeina ampla †
- Yabeina archaica †
- Yabeina globosa †
- Yabeina inouyei †
- Yabeina multiseptata †
- Yabeina parvula †
- Yabeina shiraiwensis †

Un listado completo de las especies descritas en el género Yabeina puede verse en el siguiente anexo.
En Lepidolina se ha considerado el siguiente subgénero:
- Yabeina (Lepidolina), también considerado como género Lepidolina